# 설소대

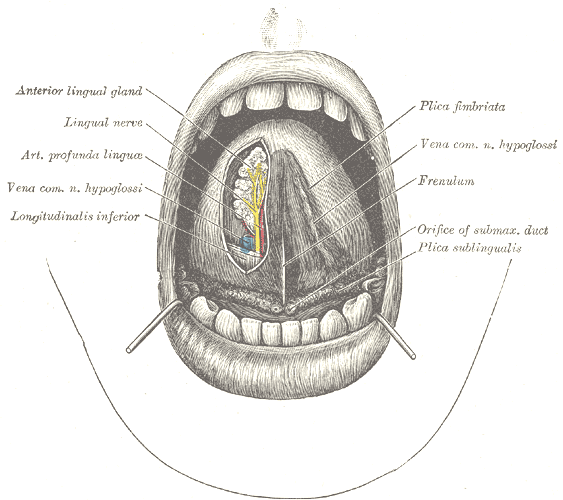
설소대

설소대(frenulum linguae) 또는 혀주름띠는 혀 밑과 입안을 연결하는 띠 모양의 주름 또는 "근육" 형태의 긴 모양이다.

## 같이 보기
- 설소대 단축증